# Archidiocèse de Vancouver
L'archidiocèse métropolitain de Vancouver, dans la province canadienne de la Colombie-Britannique, a été érigé canoniquement le 19 septembre 1908 par le pape saint Pie X. Le siège du diocèse est la cathédrale du Saint-Rosaire de Vancouver.

## Histoire
Simon Fraser et son lieutenant Jules-Maurice Quesnel sont les premiers explorateurs et habitants du territoire britanno-colombien. Ils sont également des catholiques. Les travailleurs de la compagnie de la Baie d'Hudson établissent les premières missions amérindiennes. Modeste Demers demande aux pères oblats de s'établir à l'est de l'Île de Vancouver.
Ce diocèse avait d'abord été érigé en vicariat apostolique en 1863, puis il a été élevé au statut d'évêché en 1890, prenant le nom de diocèse de New Westminster. En 1894, il cède du territoire pour créer la préfecture apostolique de l'Alaska, et de nouveau en 1936 pour créer le diocèse de Nelson et en 1945 pour créer le diocèse de Kamloops.
Le 19 septembre 1908, à la suite du bref In sublimi Principis du pape Pie X, il a été élevé au rang d'archidiocèse métropolitain et a pris en même temps son nom actuel, à la suite du transfert du siège de New Westminster à Vancouver. 
Le 20 novembre 1916, il cède une partie de son territoire au vicariat apostolique du Yukon et de Prince Rupert (aujourd'hui diocèse de Prince George).
Le 22 février 1936 et le 22 décembre 1945, elle a cédé des portions de son territoire au profit de l'érection des diocèses de Nelson et de Kamloops respectivement.
Le 17 septembre 2015, la Congrégation pour le culte divin et la discipline des sacrements a confirmé Jean-Paul II comme saint patron principal de l'archidiocèse.

## Superficie et population
Ce diocèse a une superficie de 119 439 km². Il y a près de 397 000 catholiques à Vancouver, soit 18 % de la population totale. Ils n'étaient que 67 000 ou 10 % en 1950. Cent quatre-vingt prêtres portent leur ministère dans soixante-dix-sept paroisses.
L'archevêque vancouvérois est membre de l'Assemblée des évêques catholiques de l'Ouest.

## Évêques et archevêques
- Louis-Joseph d'Herbomez (1863 - 1890)
- Pierre-Paul Durieu (1890 - 1899)

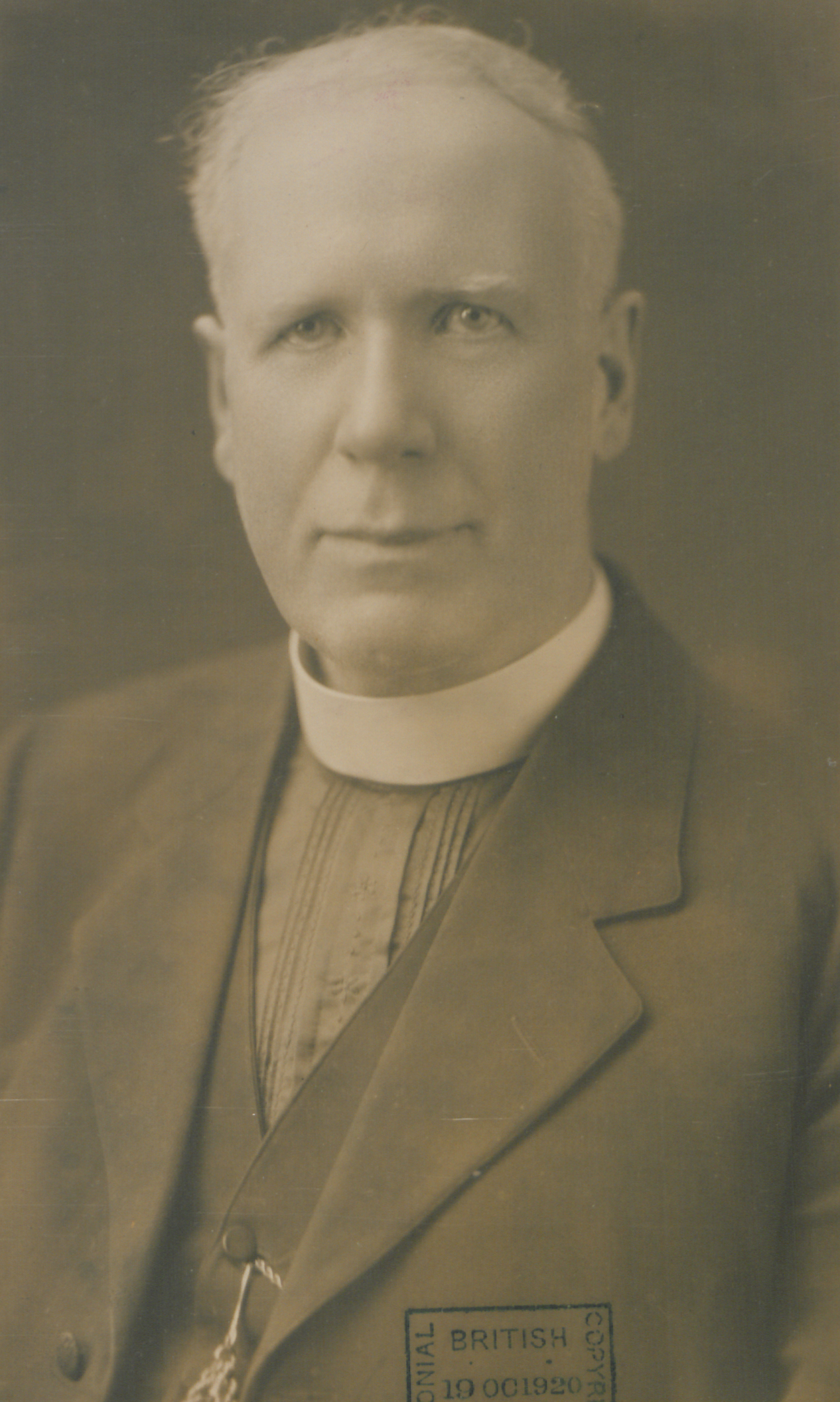
Timothy Casey

- Augustin Dontenwill (1899 - 1908), premier archevêque
- Neil McNeil  (1910 - 1912)
- Timothy Casey (1912 - 1931)
- William Mark Duke  (1931 - 1964)
- Martin Michael Johnson (1964 - 1969)
- James Francis Carney (1969 - 1990)
- Adam Joseph Exner (1991 - 2004)
- Raymond Roussin (en) (2004 - 2009)
- John Michael Miller (en) (2009 -2025)
- Richard Smith (depuis 2025)

## Suffragants
- Diocèse de Kamloops
- Diocèse de Nelson
- Diocèse de Prince George
- Diocèse de Victoria

## Ordres religieux dans l'histoire du diocèse
- Oblats de Marie-Immaculée
- Pères Maristes